# Американское преступление (фильм)
«Американское преступление» (англ. An American Crime) — американская детективная драма режиссёра Томми О’Хейвера, основанная на реальной истории пытки и убийства Сильвии Лайкенс домохозяйкой Гертрудой Банишевски. Главные роли исполнили Кэтрин Кинер и Эллен Пейдж.

## Сюжет
Сильвия (Эллен Пейдж) и её сестра Дженни (Хейли Макфарланд) — дочери Лестера (Ник Сирси) и Бетти Лайкенс (Роми Роузмонт), профессионалов по устройству карнавалов. Однажды родители решают отправиться вдвоём на гастроли, оставив Сильвию и Дженни на попечение Гертруды Банишевски (Кэтрин Кинер), дети которой познакомились с дочерьми Лайкенсов в церкви. Многодетное семейство Банишевски находится в тяжёлом финансовом положении. Поначалу Сильвия близко сходится со старшей дочерью Паулой Банишевски (Эри Грейнор), которая признаётся ей, что беременна от своего приятеля. Сильвия клянётся не рассказывать об этом.
Через две недели после появления в доме новых девушек запаздывает еженедельный денежный перевод на их содержание, который должен отправлять их отец. В связи с этим Гертруда задумывает наказать девушек, устроив порку. Вскоре Гертруда получает платёж и письмо от Лайкенсов, но выбрасывает его в корзину и ничего не говорит дочкам.
Пока Паула с Сильвией были дружны, приятель первой сообщил ей, что его жена возвращается. Паула умоляет его остаться с нею, но он непреклонен и применяет силу. Чтобы прекратить насилие, Сильвия рассказывает ему о том, что Паула беременна. Паула впадает в ярость из-за того, что Сильвия нарушила клятву и рассказала о её тайне. Рики Хоббс (Эван Питерс), которому нравится Сильвия, наблюдает эту сцену. Вскоре о беременности Паулы узнаёт вся округа, однако подозрение в разглашении тайны падает на Сильвию.

## Актёрский состав
| Актёр                | Роль                |
| -------------------- | ------------------- |
| Эллен Пейдж          | Сильвия Лайкенс     |
| Хейли Макфарланд     | Дженни Лайкенс      |
| Ник Сирси            | Лестер Лайкенс      |
| Роми Роузмонт        | Бетти Лайкенс       |
| Кэтрин Кинер         | Гертруда Банишевски |
| Эри Грейнор          | Паула Банишевски    |
| Скаут Тейлор-Комптон | Стефани Банишевски  |
| Тристан Джарред      | Джонни Банишевски   |
| Ханна Ли Дворкин     | Ширли Банишевски    |
| Брэдли Уитфорд       | прокурор            |
| Джеймс Франко        | Энди                |
| Эван Питерс          | Рики Хоббс          |

## Производство
Первые попытки экранизировать историю Сильвии были предприняты ещё в начале 1980-х годов, когда стало известно, что Гертруда Банишевски добилась разрешения предстать перед судом с просьбой о досрочном освобождении. Однако вся затея тогда была отменена, потому что Дженни Лайкенс выразила категоричный протест против съёмок. Фактически именно смерть Дженни в 2004 году позволила наконец выпустить это фильм.
Съёмки фильма проходили в 2006 году. Большая часть актёрского состава узнала об убийстве Лайкенс только после прочтения сценария, который был основан на судебных протоколах. Эллен Пейдж была единственной кандидаткой на роль Сильвии и была утверждена без прохождения проб. Кэтрин Кинер изначально отказалась от роли Гертруды, однако после встречи с режиссёром дала согласие.

## Релиз
Фильм снимался для киноэкрана, но из-за внутренних проблем дистрибьютора «First Look Studios» его премьера 10 мая 2008 года состоялась на кабельном канале Showtime. Его единственная театральная премьера состоялась 19 января 2007 года в рамках Сандэнского кинофестиваля.

## Принятие

### Отзывы критиков
Фильм получил смешанные отзывы критиков. На интернет-агрегаторе Rotten Tomatoes он имеет рейтинг 36 % на основе 14 рецензий.

### Награды и номинации
| Год  | Премия                         | Категория                                       | Номинант(-ы)                 | Результат |
| ---- | ------------------------------ | ----------------------------------------------- | ---------------------------- | --------- |
| 2008 | «Эмми»                         | Лучшая актриса в мини-сериале или фильме        | Кэтрин Кинер                 | Номинация |
| 2009 | «Золотой глобус»               | Лучшая женская роль — мини-сериал или телефильм | Кэтрин Кинер                 | Номинация |
| 2009 | Премия Гильдии сценаристов США | Лучший оригинальный сценарий                    | Томми О’Хейвер, Айрин Тёрнер | Номинация |